# مي قفطان قاسم
مي عارف قفطان-قاسم (1928-23 تموز 2020)، المعروفة أيضًا باسم مي عارق قفطان، فلكية عراقية. تدربت في جامعة هارفارد، وقدمت المشورة بشأن إنشاء مرصد أربيل في العراق في السبعينيات.

## حياتها
كانت مي عارف قفطان من عائلة مسلمة متدينة إلى حد ما. كان والدها مسؤولًا حكوميًا. التحقت بجامعة مانشستر كطالبة جامعية وطالبة دراسات عليا، حيث حصلت على منحة للطلاب العراقيين في العلوم. أكملت دراسات الدكتوراة في علم الفلك في كلية رادكليف في عام 1958، حيث كانت أطروحتها بعنوان دراسة الهيدروجين المحايد في منطقة في Cygnus. كان عالما الفلك الأمريكيان نان ديتر كونكلين وفرانك دريك زملاءها في علم الفلك بجامعة هارفارد. انتهوا جميعًا في نفس السنة، ودرسوا جميعًا في عهد سيسيليا باين-جابوشكين.

## 'مسيرتها
عملت قفطان قاسم في المرصد الوطني لعلم الفلك الراديوي في فرجينيا الغربية، من 1964 إلى 1966. في عام 1968 حضرت مؤتمر الأمم المتحدة المعني باستكشاف الفضاء الخارجي واستخدامه في الأغراض السلمية (COPUOS)، في فيينا، الذي يمثل العراق بشكل غير رسمي. كانت تعمل في طاقم مرصد دولي في جامعة ولاية نيويورك في ألباني في أوائل السبعينيات. أثناء حضوره اجتماع URSI السنوي في واشنطن العاصمة في عام 1981، أجرى قفطان قاسم مقابلة تاريخية شفوية لمحفوظات المرصد الوطني لعلم الفلك. كانت أستاذة زائرة في علم الفلك في كلية أغنيس سكوت، 1983-1984.

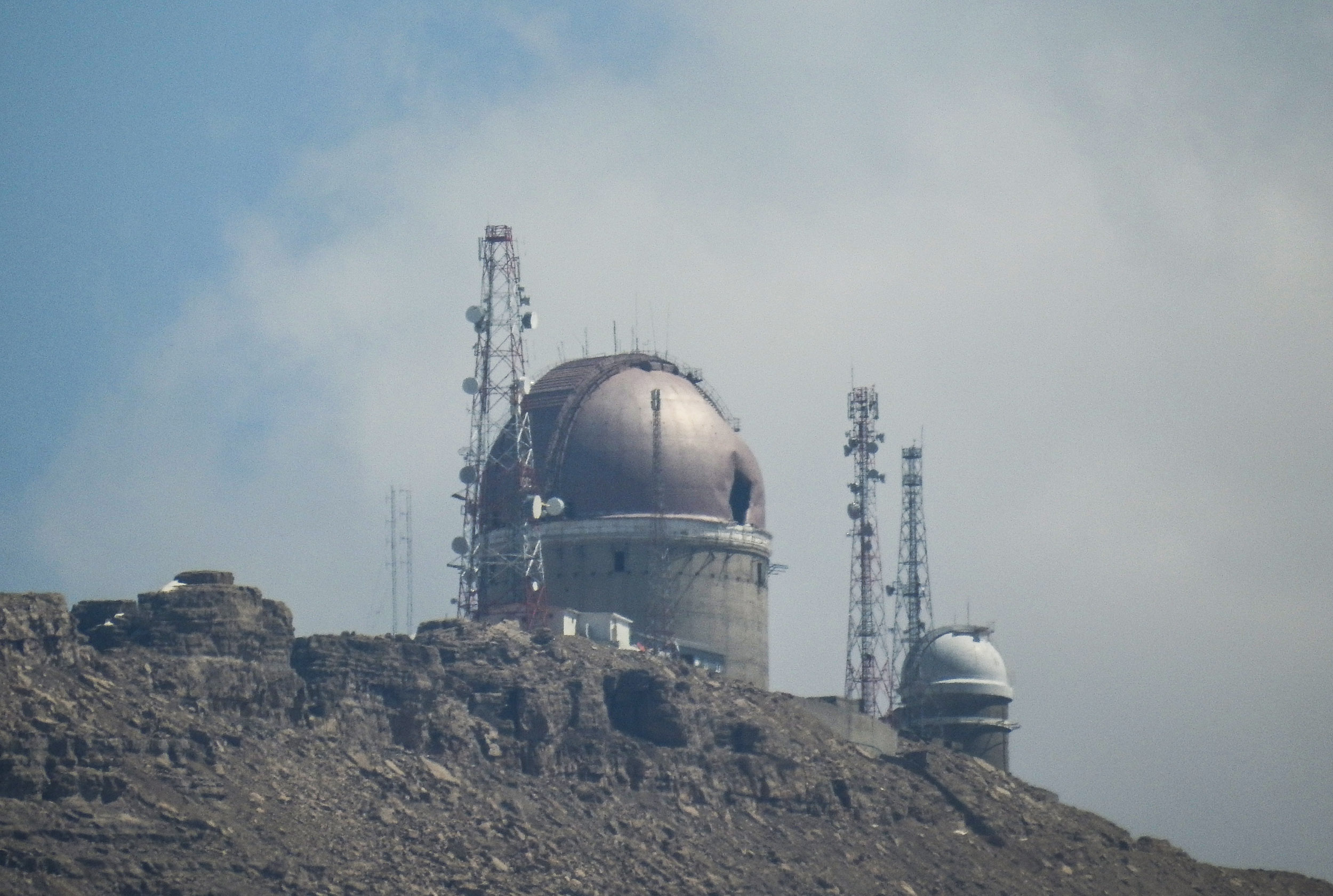
مرصد أربيل ، الذي ساعد قفطان قاسم في إطلاقه في السبعينيات.

ساعدت مي قفطان قاسم في تأسيس برنامج علم الفلك في جامعة بغداد، وتقديم المشورة بشأن النصوص والتوظيف. عادت إلى بغداد في منتصف سبعينيات القرن العشرين لتقديم المشورة بشأن بناء المرصد الوطني الفلكي العراقي،  بالقرب من أربيل،  وكانت مديرة للمشروع هناك، قبل أن تفقد منصبها في عام 1981 في سياق سياسي متغير. أوضحت لصحيفة أمريكية في عام 1979: «عدت مع إدراك أنه سيكون هناك ستة أشهر هناك، وستة أشهر هنا، لكن هناك الكثير الذي يمكنني فعله لا يمكنني العودة إلى الولايات المتحدة.» قضت بعض الوقت في إجراء الأبحاث في مرصد بيوراكان للفيزياء الفلكية في الاتحاد السوفيتي. في النهاية عادت إلى الولايات المتحدة للعيش. أدرجتها الجمعية الفلكية الأمريكية كعضو لأكثر من 60 عامًا في عام 2017.
تضمنت الأبحاث التي نشرتها مي قفطان قاسم "قياسات الانبعاثات الراديوية الحرارية البالغة 1.9 سم من عطارد" (Nature 1967)،  "A Survey of High-Frequency Radio Radiation from Planetary Nebulae" (Astrophysical Journal 1969), "High Frequency Radio Observations of the Stephan's Quintet Region" (Nature 1975),"مسح للإشعاع الراديوي عالي التردد من السدم الكوكبية" (مجلة الفيزياء الفلكية 1969)،  و"عمليات المراقبة الراديوية عالية التردد لمنطقة ستيفان الخماسية "(Nature 1975)، [17]" الانقراض والبنية الراديوية لـ IC 2149 "(الإشعارات الشهرية للجمعية الملكية الفلكية لعام 1977)، و" مسح استمرارية الراديو للأزواج المعزولة " المجرات "(المجلة الفلكية 1978)

## حياتها الخاصة
تزوجت مي قفطان من طبيب الأطفال سامي الشيخ قاسم. إلا أنهما انفصلا في السبعينيات. ولد ابنهما نمير قاسم في بغداد. كما أصبح عالم فلك راديو في الولايات المتحدة.

## وصلات خارجية
- May A. Kaftan's IAU listing, updated 2017.